# Við Áir
Koordinaten: 62° 10′ 23,9″ N, 6° 58′ 21,7″ W

Ehemalige Walfangstation Við Áir

Við Áir [viː ˈaiːjiɹ] ist eine ehemalige Walfangstation an der Ostküste von Streymoy auf den Färöern. Sie befindet sich in der Nähe des Ortes Hvalvík. Við Áir bedeutet im Färöischen an den Flüssen (á bedeutet Fluss oder Flut; áir ist die Pluralform).
Við Áir wurde als letzte der sieben färöischen Walfangstationen im Jahr 1905 von einem schottisch-norwegischen Unternehmer errichtet. Der Walfang auf den Färöern war von großer wirtschaftlicher Bedeutung für die Industrialisierung der bis dahin vorwiegend von Subsistenzwirtschaft lebenden Färöer. Bis zur endgültigen Schließung Við Áirs im Jahr 1984 wurden an dieser Walfangstation knapp 4500 Wale zerlegt. Heute ist Við Áir eine von nur drei erhalten gebliebenen norwegischen Walfangstationen weltweit und die einzige auf der nördlichen Hemisphäre. Sie ist für Besucher zugänglich.

## Geschichte

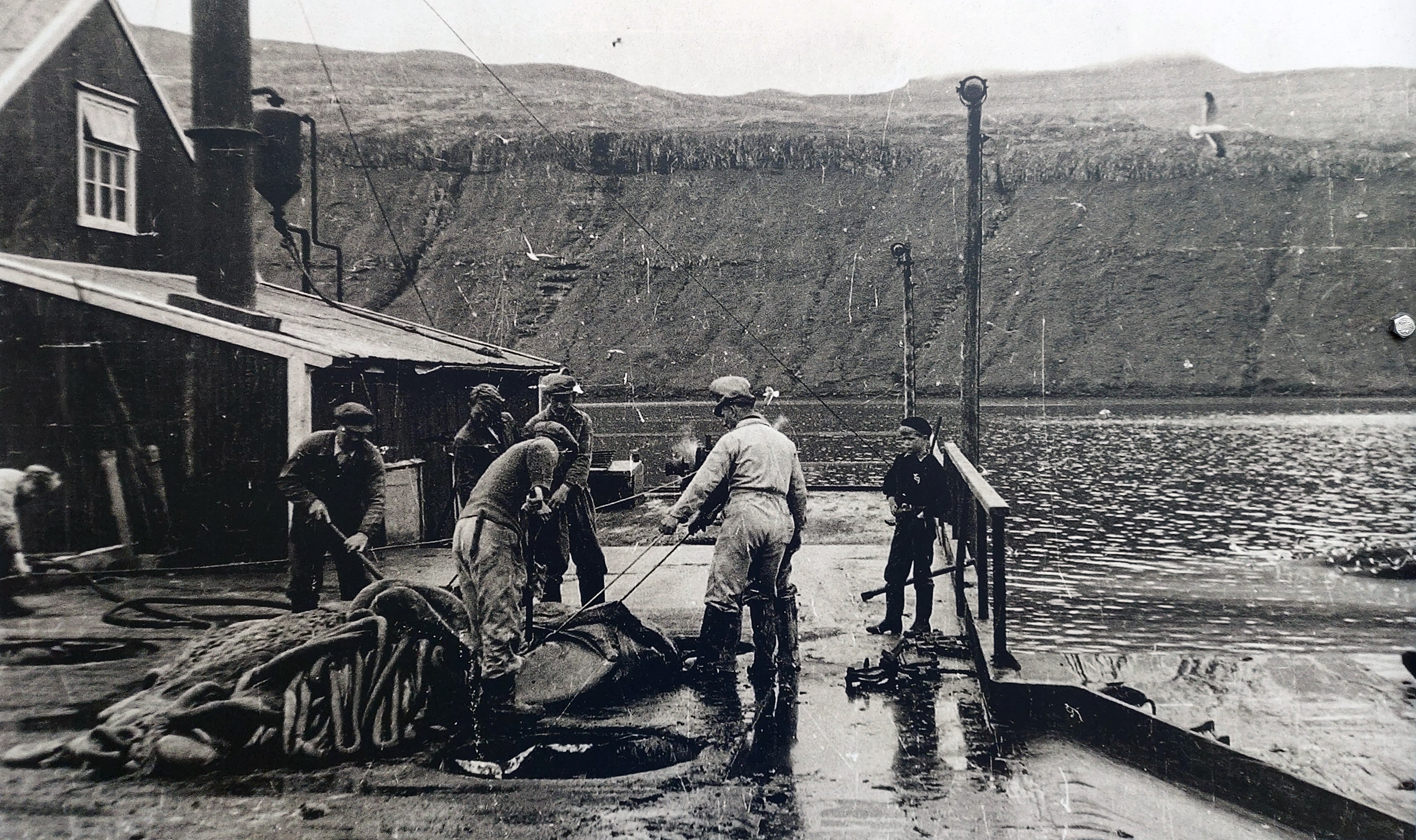
Við Áir wurde 1905 errichtet

Gegen Ende des 19. Jahrhunderts gingen die Walbestände an den Küsten Nordnorwegens zurück, so dass sich die norwegischen Walfanggesellschaften nach neuen Jagdgründen umsehen mussten. Sie nahmen zunächst Island ins Visier, wo gute Bedingungen für den Walfang herrschten. Sie stellten jedoch bald fest, dass die Bestände in den Meeren um Island auch in den Meeren rund um die Färöer lebten. Sie kamen daher zu dem Schluss, dass der Walfang von den Färöern aus ebenfalls rentabel sein könnte. Im Sommer 1894 leistete Albert Grøn, ein Walfänger aus Sandefjord, Pionierarbeit für den kommerziellen Walfang auf den Färöern. Er errichtete 1893 eine Walfangstation in Gjánoyri, nachdem er vom dänischen Präfekten für die Färöer eine Jagdlizenz erhalten hatte. Seine Einschätzung, dass die Färöer ein geeignetes Jagdgebiet seien, erwies sich als richtig.

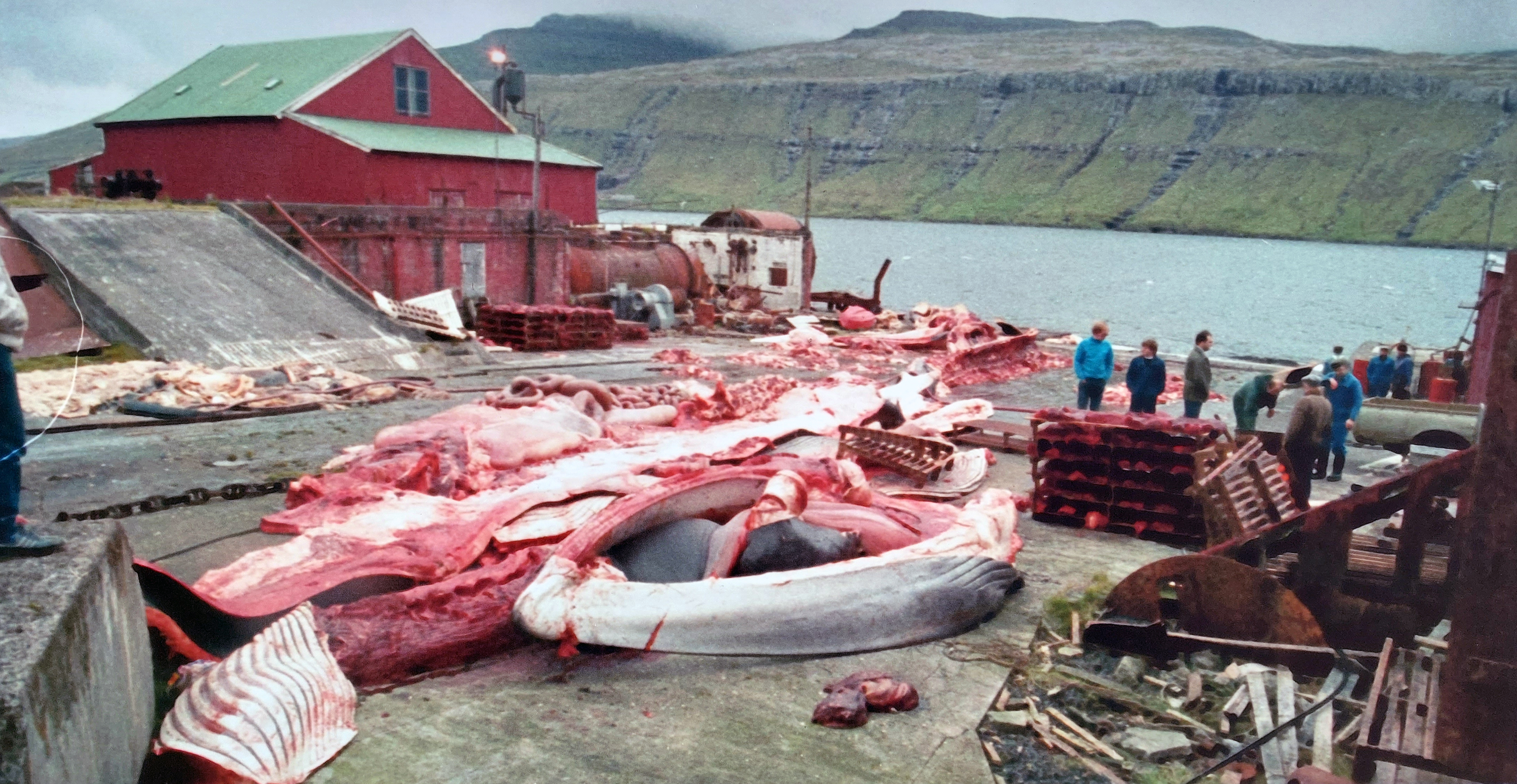
Við Áir war bis 1984 in Betrieb

Zwischen 1893 und 1905 wurden auf den Färöern sieben Walfangstationen eingerichtet. Die siebte und letzte war die Walfangstation Við Áir, die der schottisch-norwegische Geschäftsmann Christian Salvesen mit dem Unternehmen Dansk Hvalfangst og Fiskeri A/S gründete. Die anderen sechs befanden sich in Gjánoyri, Norðdepil, Funningsfjørður, Selvík, Lopra und Signabøur. Die norwegische Waljagd auf den Färöern endete 1930. Zu diesem Zeitpunkt gab es nur noch zwei Walfangstationen, jene in Lopra und Við Áir. Die Walfangstation Við Áir in ihrer heutigen Form stammt aus dem Jahr 1936, als sie weitgehend von den Färöern rekonstruiert und wieder in Betrieb genommen wurde. Die letzten baulichen Erweiterungen wurden in den 1950er Jahren vorgenommen.
Die Walfangstation Við Áir ist ein wichtiger Teil der färöischen Industriegeschichte. Sie veranschaulicht die ersten Schritte der färöischen Gesellschaft ins Industriezeitalter. Die Walfangstationen waren auch für die wirtschaftliche Entwicklung auf den Inseln entscheidend, da sie mit einer Zeit hohen Bevölkerungswachstums zusammenfielen, das es den Färöern erschwert hätte, ihren Lebensunterhalt zu bestreiten. Obwohl Walfleisch in erster Linie für die industrielle Produktion bestimmt war, konnte man es günstig zum Eigenkonsum besorgen.
Die industrielle Verarbeitung von Wal in Við Áir dauerte bis in die 1980er Jahre an, bis die Station schließlich 1984 endgültig aufgelassen wurde. Zwischen 1906 und der Stilllegung der Walfangstation wurden hier knapp 4500 Wale zerlegt, der Großteil davon entfiel auf Finnwale, Pottwale und Seiwale.
Von den weltweit 214 von den Norwegern errichteten Walfangstationen sind heute nur noch drei erhalten: die Cheyne-Beach-Walfangstation (Australien), die Walfangstation in Grytviken (Südgeorgien) und jene in Við Áir. Sie ist die einzig erhalten gebliebene Station der nördlichen Hemisphäre.

## Konservierung

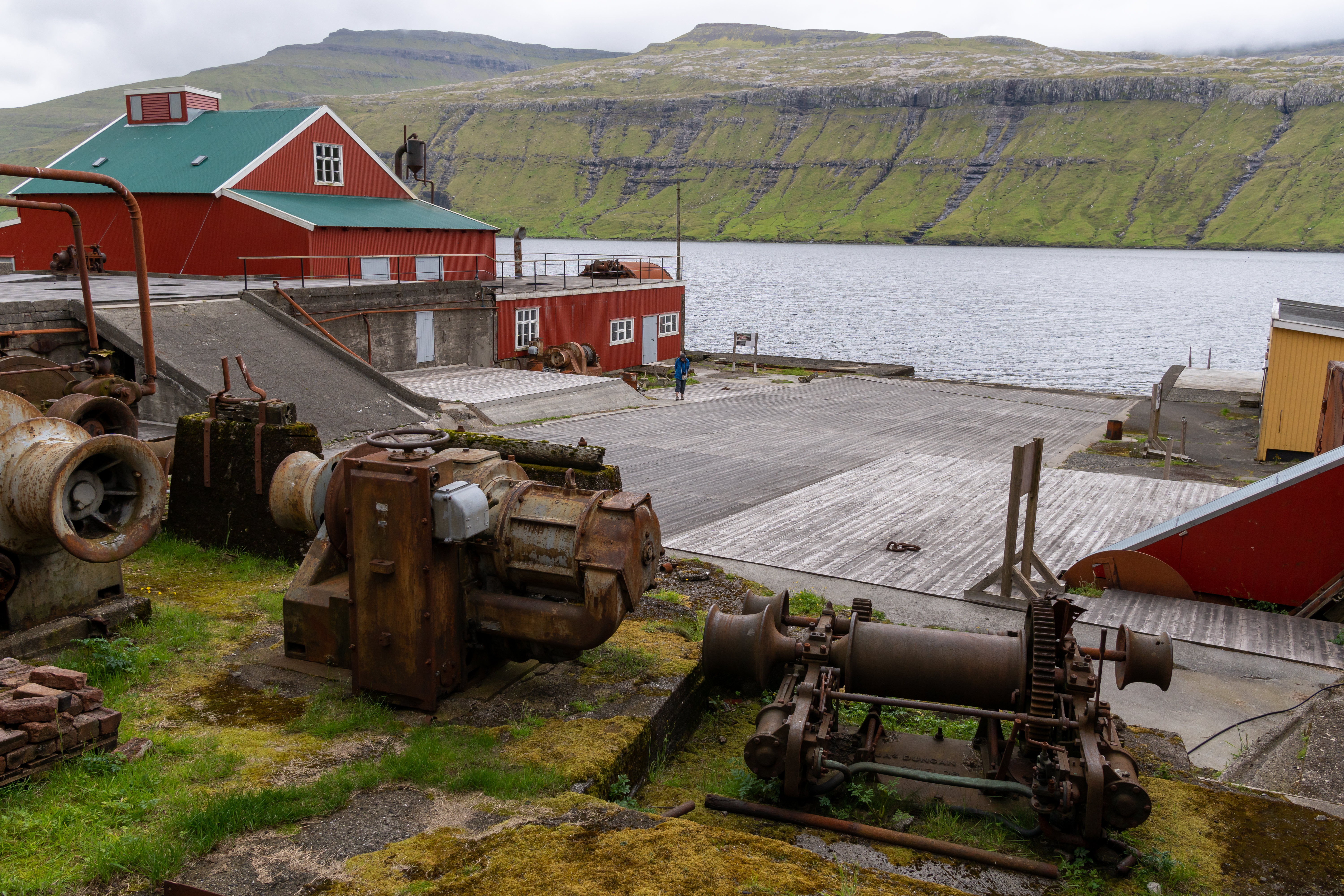
Við Áir im Jahr 2022

Initiativen zur Erhaltung der Walfangstation Við Áir als schützenswertes Kulturgut wurden erst spät ergriffen. Im Jahr 1989 hat das Føroya Fornminnisavn die historische Bedeutung Við Áirs für die färöische Industriegeschichte hervorgehoben, was seitens der Landesregierung der Färöer auch bestätigt wurde. Allerdings haben sich in den Jahrzehnten danach die Initiativen lediglich auf unbedingt nötige Wartungsarbeiten beschränkt, obwohl die noch existierenden Gebäude dringender Erhaltungsmaßnahmen bedurften. Erst im Jahr 2006 ernannte Kulturminister Jógvan á Lakjuni einen Ausschuss, der sich mit der Ausarbeitung erforderlicher Erhaltungsmaßnahmen befassen sollte. Restaurationsarbeiten haben 2011 begonnen, dauern aber nach wie vor an. Das Restaurierungsprojekt wird voraussichtlich 2025 abgeschlossen sein. Interessierte Besucher können die Station während der Sommermonate an den Wochenenden besuchen. Das Areal weist dabei einen beschilderten Lehrpfad auf, der die Geschichte Við Áirs erzählt.